# Soini
Soini là một đô thị của Phần Lan.
Vị trí ở tỉnh Tây Phần Lan trong vùng Nam Ostrobothnia. Đô thị này có dân số 2.583 người (năm 2006) và diện tích 572,68 km² trong đó có 20,01 km² là diện tích mặt nước. Mật độ dân số là 4,67 người trên mỗi km².
Dân đô thị này chỉ sử dụng tiếng Phần Lan